# 小柯
小柯（1971年10月20日— ；本名柯肇雷），是中国男歌手、音乐制作人。毕业于首都师范大学。

## 经历
1995年，签约北京红星音乐生产社，成为该音乐公司歌手和创作人，并推出第一张同名专辑《小柯》  ；同年为无线电视剧《神雕侠侣》创作大陆版主题曲《归去来》  。 1998年，为中国大陆第一部青春偶像剧《将爱情进行到底》创作了所有插曲并演唱主题曲《遥望》。1999年，与百代音乐版权公司合作，开始为来自中国大陆以外的歌手作曲，代表作包括萧亚轩《最熟悉的陌生人》、林忆莲《失踪》、莫文蔚《两个女孩》、张学友《原不原谅》、古巨基《白玫瑰》等。2000年，获得第七届东方风云榜最佳作曲奖 。 2008年，为奥运主题歌《北京欢迎你》作曲 。 2009年，为上海春晚创作主题曲《我们在上海》  。2011年，为《将爱情进行到底》电影版创作主题曲《因为爱情》。

## 音乐作品
- 《小柯》
- 《北京欢迎你》
- 《我们在上海》
- 《因为爱情》